# 陈瑞清
陈瑞清（1941年4月—），男，汉族，北京人，中华人民共和国政治人物，中国农工民主党中央委员会原常务委员，内蒙古自治区人大常委会原副主任，第十届全国政协委员。